# Bruce Burrell
Pour les articles homonymes, voir Burrell.
Bruce Allan Burrell (25 janvier 1953 - 4 août 2016) est un kidnappeur et double meurtrier australien qui a été condamné en 2006 à une peine d'emprisonnement à perpétuité de plus de 44 ans pour le meurtre de deux femmes. Les corps n'ont jamais été retrouvés, Burrell n'ayant pas révélé leur emplacement. Burrell est mort au Prince of Wales Hospital de Randwick, alors qu'il était toujours en détention le 4 août 2016, à l'âge de 63 ans, d'un cancer du poumon et du foie. 

## Affaires juridiques

### Meurtre de Kerry Whelan
Kerry Whelan, 39 ans, a été vue pour la dernière fois à bord d'une Mitsubishi Pajero à quatre roues motrices avec Burrell quittant l'hôtel Parkroyal à Parramatta en mai 1997, le jour après lequel le mari de Whelan, Bernie Whelan, a reçu une note de rançon de 1 million de dollars,. Le corps de Whelan n'a jamais été retrouvé. L'enlèvement et la condamnation sont devenus l'un des crimes les plus infâmes de l'Australie.
Burrell qui était un ami et ancien employé de la famille Whelan, a été inculpé en 1999. Les charges ont été par la suite abandonnées, puis rétablies en 2002 après une enquête officielle. Le premier procès en 2005 s'est terminé avec un jury suspendu, mais Burrell a été reconnu coupable lors du deuxième procès en 2006. Il a été condamné à la réclusion à perpétuité pour meurtre et à 16 ans de prison pour enlèvement. Burrell n'a pas réussi à faire appel de sa condamnation et de sa peine à la Cour d'appel pénale de Nouvelle-Galles du Sud, constituée par le juge en chef de common law, Peter McClellan et les juges Sully et James. La Cour d'appel pénale a découvert qu'elle avait commis des erreurs de fait dans son jugement et a prétendu rouvrir l'appel, entendu des parties avant de confirmer ses ordonnances de rejet de l'appel. Le 31 juillet 2008, la Haute Cour a jugé que la Cour d'appel pénale n'avait pas le pouvoir de rouvrir l'appel après l'enregistrement formel des ordonnances et que l'erreur dans le jugement du 16 mars 2007 signifiait que ces ordonnances devaient être annulées et l'affaire renvoyée à la Cour d'appel pénale,. Les juristes de la Cour d'appel pénale, Beazley, Grove et Howie ont rejeté les appels.

### Dorothy Davis
Dorothy Davis était une riche veuve de 74 ans vivant à Lurline Bay, Sydney. Le 30 mai 1995, Davis a quitté son appartement pour rendre visite à la femme de Burrell. Elle n'a jamais été revue. Burrell a été accusé du meurtre de Davis et plus tard reconnu coupable par un jury, indiquant que l'argent était le motif. Burrell a été condamné à 28 ans de prison sans libération conditionnelle de 21 ans. L'appel de Burrell contre sa condamnation et sa peine a été rejeté en 2009. Burrell a demandé une autorisation spéciale de faire appel à la Haute Cour, mais cela a été refusé.